# Dumitru Berca
Dumitru Berca este un fost deputat român în legislatura 1990-1992, ales în județul Gorj pe listele partidului FSN. La data de 21 aprilie 1992 l-a înlocuit pe deputatul Victor Murea.